# Kôm Ombo
Ne doit pas être confondu avec Temple de Sobek et Haroëris.
Kôm Ombo (arabe : كوم أمبو, copte Ⲉⲙⲃⲱ Embo, grec ancien : Ὄμβοι Omboi,,, ou grec ancien : Ὄμβος Ombos, latin Ambo et Ombi) est une localité de Haute-Égypte, connue pour abriter l'un des temples égyptiens antiques les mieux conservés, le temple de Sobek et Haroëris.

## Situation
Kôm Ombo est située dans la vallée du Nil, en Haute-Égypte, à 165 km au sud de Louxor et à 50 km au nord d'Assouan.

## Histoire
Kôm Ombo était sous les pharaons appelée Nubt, ce qui signifie la ville de l'or. Nubt est aussi connue sous le nom de Nubet ou Nubyt (Nbyt). La ville est devenue une implantation grecque pendant la période gréco-romaine. La position de la ville la plaçait sur la route commerciale reliant la Nubie à la Moyenne-Égypte, mais son essor principal date de l'érection du temple de Sobek et Haroëris au IIe siècle av. J.-C.
| S12 | D58 | M17 | M17 | X1 · O49 |

| S12 | D58 | M17 | M17 | X1 · O49 |

## Temple de Sobek et Haroëris
Le temple de Sobek et Haroëris date de la période ptolémaïque, avec des ajouts faits à l'époque romaine. Ce temple double est dédié à deux divinités égyptiennes : le dieu-faucon Haroëris (Horus l'ancien) et le dieu crocodile Sobek.
À l'avant du temple se trouve une chapelle dédiée à Hathor, où sont entreposées les momies des crocodiles provenant de la sépulture voisine.
On trouve une scène rare gravée sur le mur d'enceinte : c'est une liste d'instruments de chirurgie.

## Galerie

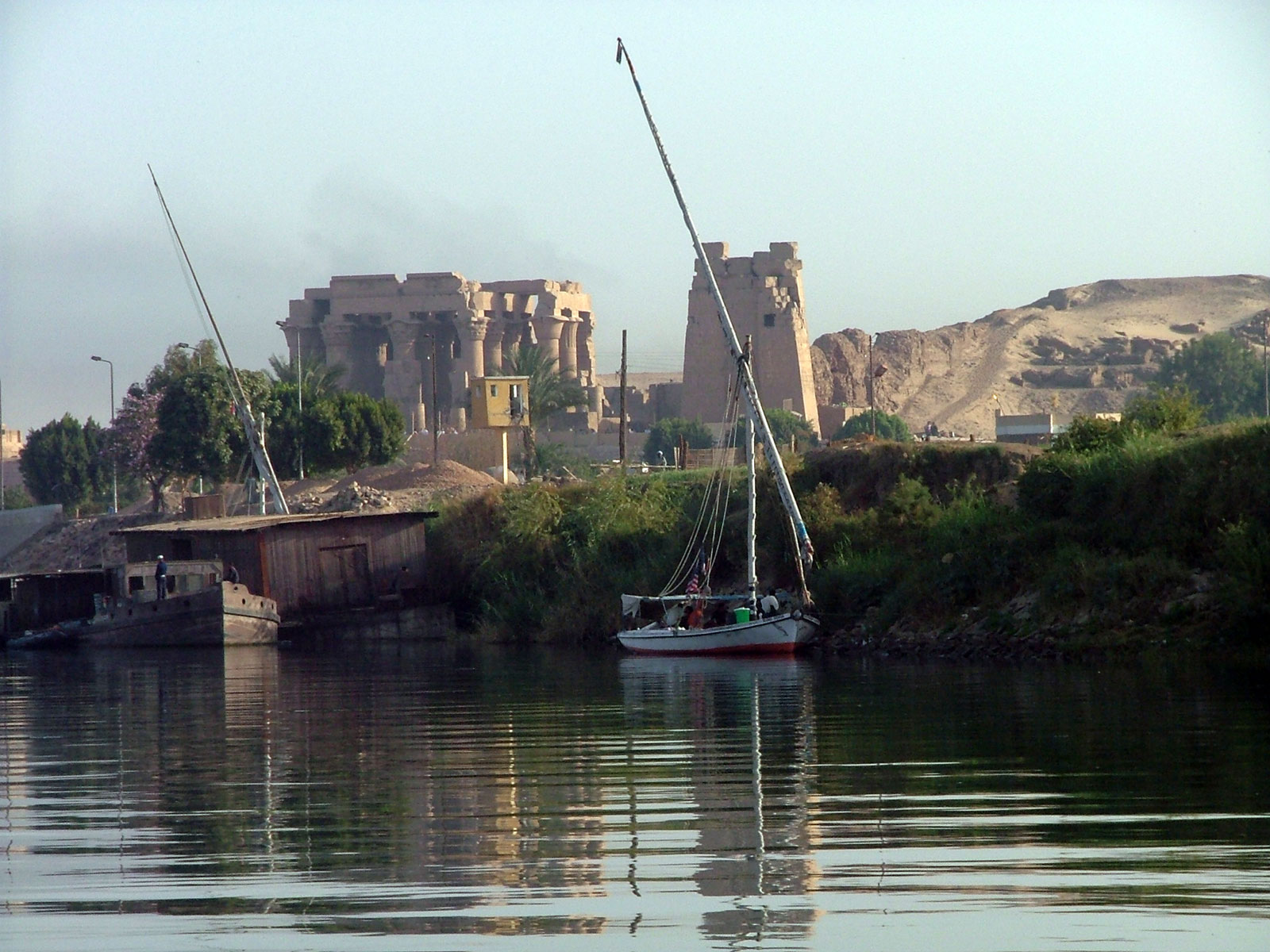
Vue depuis le Nil
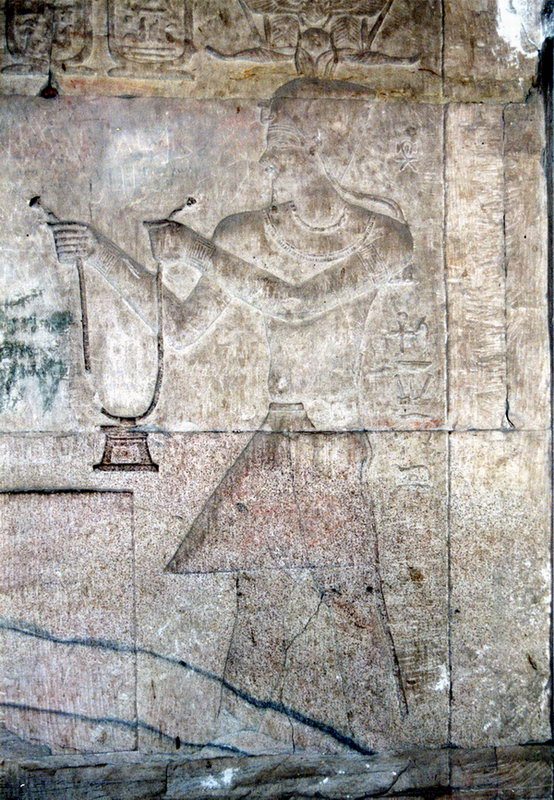
Pharaon offrant un collier pectoral
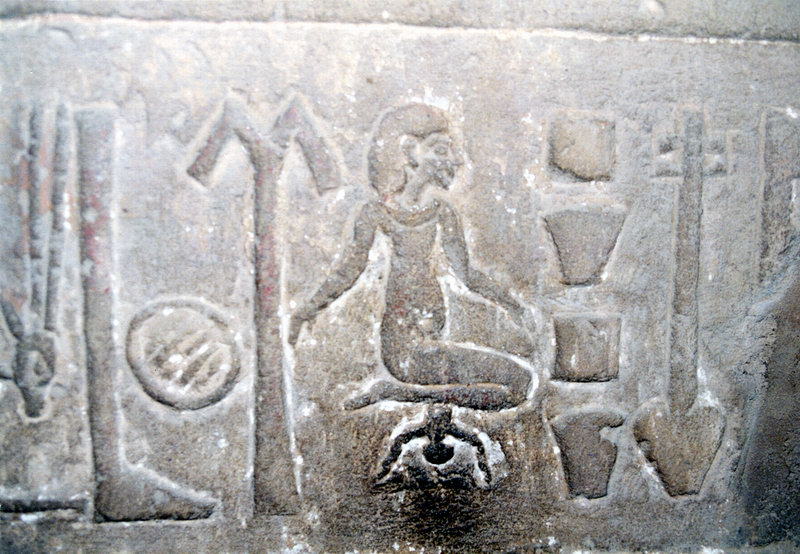
Scène d'accouchement